# 横井小楠
横井小楠（日语：／ Yokoi Shōnan，1809年9月22日—1869年2月15日），本名横井时存（日语：／ Yokoi Tokiari），字子操，通称平四郎，日本幕末及明治初年武士、学者、改革家，熊本藩藩士。早年于熊本藩主张藩政改革，因受反对者攻击而作罢。尔后被福井藩的松平春嶽任命为顾问，推行幕政改革及公武合体政策。明治维新后得到新政府任用，但遭保守派武士暗杀。
“小楠”为其别号之一，来源于南北朝时代武将楠木正行之尊称“小楠公”。又号畏斋、沼山。

## 生平
横井小楠出生于肥后国熊本藩，武士出身，一說远祖为北条高时、時行父子。自幼入藩校学习，毕业后留校任教。1839年赴江户游学，研究朱子学，结识藤田东湖、川路聖謨等人。回乡后，于1841年组织“实学党”，主张藩政改革，提倡学习西式医术、兵器，遭到保守派反对。1843年开私塾，命名为小楠堂。
1857年被福井藩的松平春嶽任命为顾问。1860年著《国是三論》，主张开国、殖产兴业，学习西方科技和政治制度，富国强兵，改革获得成功。1862年松平春嶽就任幕府政事总裁后，横井起草《国是七条》，提出七项改革意见，包括“兴海军强兵威”“归诸侯室家”“大开言路”“举贤为政官”等。他认为日本缺乏单一国教，属国体缺陷，这为此后明治时代确立国家神道信仰奠定基础。他阅读魏源《海国图志》后，开始主张日本应逐步而警惕地打开国门，莫重蹈中国被西方以鸦片战争形式强开国门的覆辙。
1868年明治政府成立，横井被任用为制度局判事、参与。因其激进的改革主张危及保守派利益，于1869年遭暗杀，时年61岁。暗杀者称其改革政策帮助基督教渗入日本。